# Associação Atlética Novo Palmeiras
O Associação Atlética Novo Palmeiras foi um clube brasileiro de futebol da cidade de Pacajus, no estado de Ceará.

## Participações no Campeonato Cearense da Segunda Divisão
| Ano  | Posição |
| 1994 | 7º      |